# Hatvan–Somoskőújfalu-vasútvonal
A Hatvan–Somoskőújfalu-vasútvonal a MÁV 81-es számú nem villamosított vasúti fővonala a Zagyva völgyében. 65 kilométer hosszú, amelyből közel 11 kilométer kétvágányú (Hatvan–Selyp). Ez volt az ország egyetlen nem villamosított kétvágányú vonalszakasza a Szeged-Hódmezővásárhely Tram-Train elindulásáig. A vonalon helyi jellegű személy- és teherforgalom zajlik, annak ellenére, hogy korábban nemzetközi vonatok is közlekedtek. 2006 óta az ütemes menetrend alapján egy illetve kétórás követéssel járnak a személyvonatok.
Az ország harmadik legmeredekebb normál nyomtávú vasútvonala: Salgótarján és Somoskőújfalu között 17 ezrelékes emelkedő található.

## A vonal története

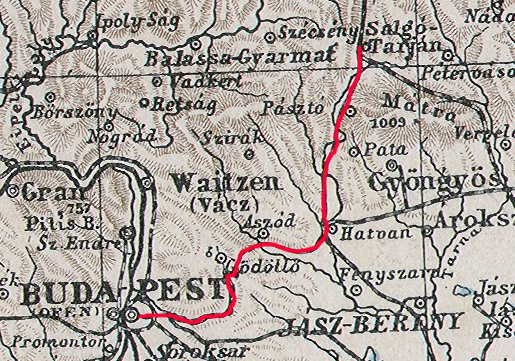
A Magyar Északi Vasút vonala

Salgótarjánban Brellich János államvasúti mérnök a korábbi bányanyitások folytatását célozta meg 1859-ben társával, Winsteig Georg bécsi kőbánya-tulajdonossal. Társulatuk a Salgótarján környéki bányák nagyobb szabású kitermelését tervezve. Brellich javaslatára 1861-ben Salgótarján-Balassagyarmat közötti lóvasút kiépítését fontolgatták. Brellich már ekkor gondolt a gőzmozdonyos változatra is, mert bányáinak szenét 1859-ben kipróbálta a „dél-keleti vasutak” (cs. kir. Délkeleti Államvasút) járatain.
1861. május 14-én több nagybirtokos és pesti gyáros közreműködésével megalakították a Szent István Társulatot Brellich János – Koheh Jakab – Havas József vezetésével. 1862-ben csatlakozott a társulathoz gr. Forgách Antal kancellár, aki 1868 után az első igazgatósági elnöke lett a megalakuló részvénytársulatnak. Ez a társaság lett a későbbi Magyar Északi Vasúttársaság
Az 1863. január 19-én keletkezett vasútépítési engedély „Pest-Beszrecebányai Vasút” névre szólt. A terv alapján a vonalon 14 állomás és 65 őrház került elhelyezésre. A tervben szerepelt egy 700 m hosszú alagút megépítése a Salgótarján–Somoskőújfalu szakaszon, amelynek ötletét később elvetették.
Az első szakasz megépítése két ütemben zajlott. A Pest–Hatvan szakaszt 1867.április 2-án nyitották meg az ún. "Királyvágánnyal" együtt. A második, Hatvan–Salgótarján és a hozzá tartozó Salgótarján–József rakodó szárnyvonal 1867.május 9-én került átadásra. A megépített 126 km hosszú, kétvágányú vasútvonalon 1867. május 19-én indult meg a forgalom a pesti – akkoriban losoncinak nevezett – indóháztól (ma Józsefvárosi pályaudvar) a salgótarjáni József-rakodóig.
A társaság alapításától fogva tőkehiánnyal küszködött. Miután a magyar állam a panamájáról elhíresült vasút kötvényeit átvette, a vasút 1868. július 1-től állami kézbe került, a vonalat a MÁV vette irányítása alá.
A második Salgótarján-József rakodó és Losonc közötti, egyvágányú pályaszakasz átadására 1871-ben került sor.
A második világháború során a vonal erősen megrongálódott, az újjáépítés során a második vágányt Hatvan és Salgótarján között nem építették újjá.
A vonal villamosítása a szocializmus alatt többször felmerült, a jelentős személy- és teherforgalom miatt. Legutoljára a villamosítás terve a rendszerváltás után nem sokkal, 1991-ben merült fel. Ez év májusában az Országgyűlés elfogadta a koncesszióról szóló 1991. évi XVI. törvényt. A törvény adta új lehetőséget számba véve a MÁV 1992 nyarán a Közlekedési-, Hírközlési és Vízügyi Minisztérium vezetőjétől levélben kérte a vasút villamosítási feladatok koncesszió keretében történő megvalósítását. 1992. december 18-án tenderfelhívás jelent meg a Balatonszentgyörgy–Murakeresztúr, a Székesfehérvár– Szombathely, a Rákospalota-Újpest–Vácrátót a Hatvan–Somoskőújfalu oh., a Szabadbattyán–Tapolca–Keszthely vonalak koncesszióban való villamosítására.
A pályázatra 6 cég jelentkezett, a győztes az olasz Co.Ge.Co., S.p.A. lett. Időközben további pénzügyi és gazdaságossági vizsgálatok után csak a Balatonszentgyörgy–Murakeresztúr, Székesfehérvár–Szombathely és a Rákospalota-Újpest–Vácrátót vonalakat kívánta – egyelőre – a MÁV villamosítani. A Hatvan–Somoskőújfalu vonal villamosítása a mai napig nem történt meg, jelen állapotában a vonal forgalma nem igazolja a kivitelezés gazdaságosságát.

## Forgalom

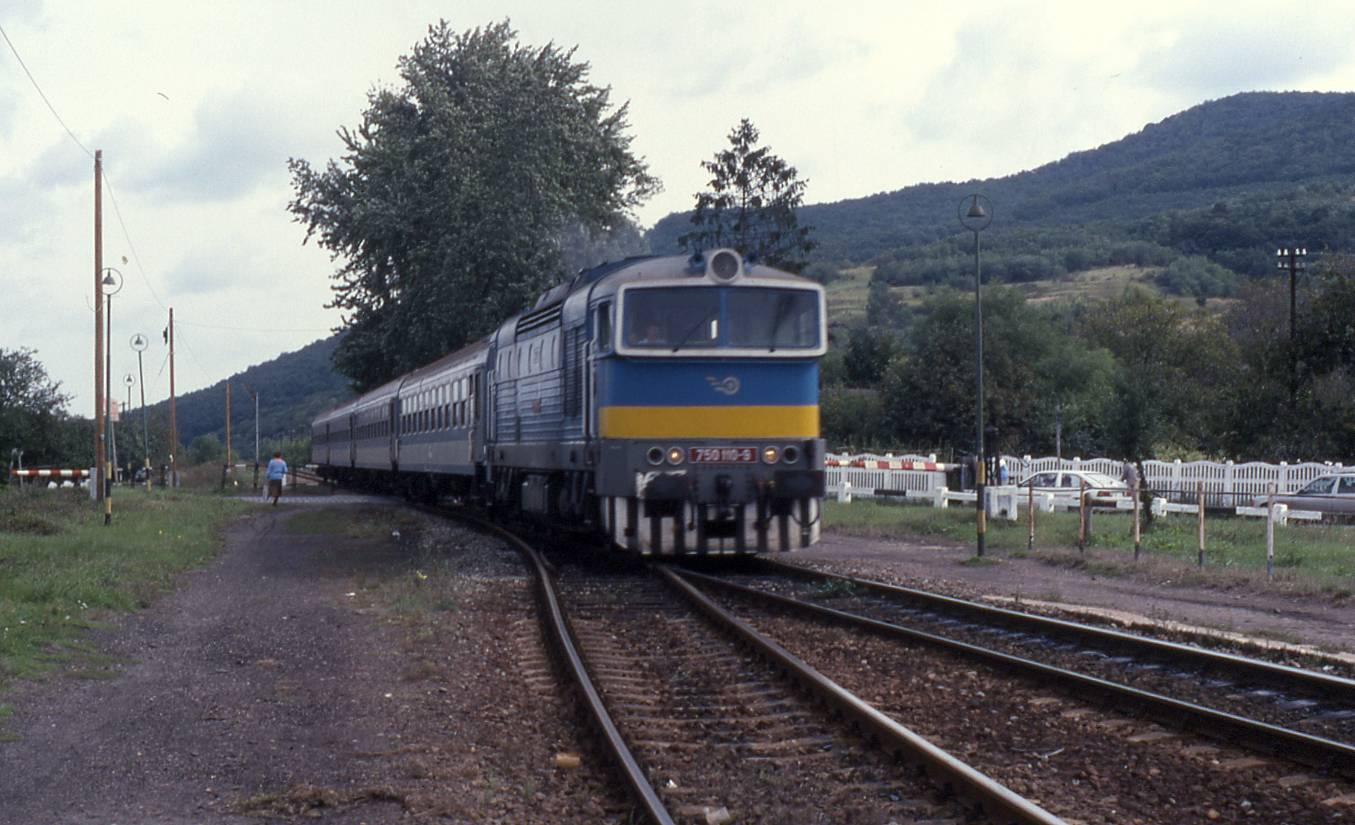
A 110-es pályaszámú "Búvár" az Urpín nemzetközi gyorsvonattal a tari vasútállomáson 1996-ban

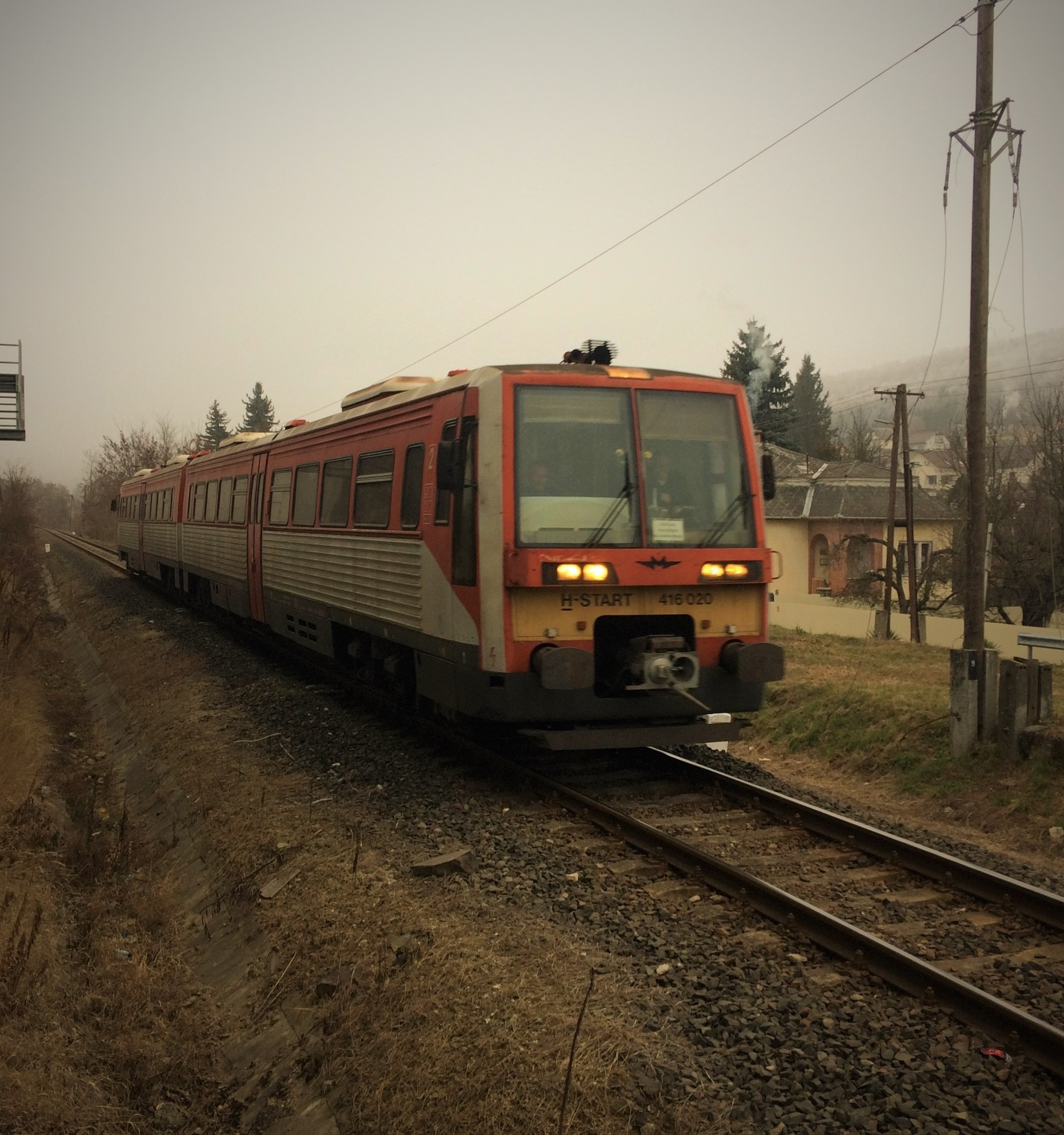
A 020-as pályaszámú "Uzsgyi" becenevű motorvonat Salgótarjánban a Móricz Zsigmond úti vasúti átjáró előtt

Az 1867-es átadás évében már 57 ezer embert és ezer tonna szenet szállítottak a vonalon. A legnagyobb forgalmat mégis az 1980-as években produkálta a vonal. A teherforgalom jelentős részét a Somoskőújfalunál belépő tranzit tehervonatok, valamint a salgótarjáni üzemekből (Acélgyár, Öblösüveggyár, Bányagépgyár) induló menetek mellett a selypi cukorgyár vonatai alkották. A kelet-nógrádi és hevesi szénbányák nagy része is kapcsolódott valamilyen formában a vonalhoz, vagy közvetlen iparvágánnyal, vagy kisvasútról történő átrakodás folyamán került a kitermelt szén a normál nyomtávú vasúton közlekedő tehervonatokba. A legjelentősebb ilyen bányakapcsolatai a vonalnak az alábbiak voltak: Zagyva-rakodó, József-rakodó, Kisterenye, Petőfibánya. Ezek mellett gyakran adott fel fát az erdészet bizonyos állomásokon.
A tranzit tehervonatok nagy részét végül az idő elteltével elterelték Kassa-Hidasnémeti irányába, az üzemi kiszolgálások nagy része a gyárak bezárásával megszűnt, így a teherforgalom a vonalon jelentősen megcsappant. Manapság már csak a salgótarjáni ócskavastelep kiszolgálása zajlik heti két alkalommal (kedden és csütörtökön) illetve időszakosan fát adnak fel Salgótarján-külső pályaudvaron, valamint Mátramindszent felé is zajlik a kál-kápolnai vonalon favonatok közlekedése.
A személyforgalom jelentős részét a 2000-es évekig a nemzetközi vonatok képezték, amelyek Budapestet kapcsolták össze (Cseh)Szlovákiával, és annak nagyobb városaival (Zólyom, Besztercebánya, Zsolna), és Lengyelországgal, a fővárossal Varsóval, valamint Wrocławval. A legismertebb ilyen vonat a Polonia nemzetközi gyorsvonat volt amely a Belgrád–Budapest–Varsó útvonalon közlekedett. Az 1987-es menetrend szerint, Budapest és az országhatár között a Budapest–Hatvan, Hatvan–Somoskőújfalu vonalon járt egészen az 1990-es évek elejéig. Ismertebb szlovák és lengyel nemzetközi gyorsok voltak, az '90-es években, a Bem, a Salgó illetve az Urpín. A Bem Wrocławig, nyáron Szczecinig, az Urpín Besztercebányán át Zsolnáig, később Csacáig, a Salgó pedig Losoncig közlekedett. A legtovább az Urpín gyorsvonatból "lecsonkított" belföldi gyorsvonat közlekedett, egészen 2008-ig.
A nemzetközi vonatok mellett Budapestről közvetlen sebes és gyorsvonatok is közlekedtek Salgótarjánig, illetve egy időben közvetlen nemzetközi személyvonat Hatvan és Losonc között, illetve 2005 és 2006 között közlekedett egy Miskolc-Tiszai–Bánréve–Fülek–Hatvan nemzetközi személyvonat.
A vonalon az ütemes menetrend bevezetése óta hétköznap reggel és délután egy, hétvégén illetve hétköznap napközben és este kétóránként járnak a személyvonatok Somoskőújfalu és Hatvan között. Ezek mellett hétköznap iskolaidőben közlekedik egy közvetlen Pásztó–Hatvan személyvonat. Korábban, iskolai előadások napját megelőző vasárnaponként egy közvetlen sebesvonatpár Somoskőújfalu és Budapest között is közlekedett. Ezen járatot a Budapest–Hatvan-vasútvonal 2018-tól kezdődő teljes kizárásos felújításának kezdetén szüntették meg.

## Járművek
A legelső, még MÉV-es járműveket a Bécsújhelyi Mozdonygyár gyártotta le (MÉV 3–8; MÉV 1–2, 9–16).
A gőzösök hőskorában már a 424-es sorozatú gőzmozdonyok is közlekedtek a vonalon, a tolatási feladatok ellátására a 377-es sorozat szolgált. A háború után a 411-es sorozatú és az 520-as sorozatú gőzösök közlekedtek kivonásukig. A Kál-Kápolnáról illetve Mátranovákról Salgótarjánig feljáró vonatokat a 375-ös sorozatú gőzmozdonyok húzták. Nagy részük a hatvani fűtőház tagja volt, a kisebb gőzösök (377, 375) otthona Kisterenye volt.
Az 1970-es évek végétől, 1980-as évek elejétől, a személyvonatok jellemző vontatójárművei a MÁV M40-es, illetve az M62-es mozdonyai voltak.
Az 1990-es évektől kezdve a nemzetközi gyorsvonatokat a MÁV M41-es sorozatú mozdonyai, majd később, a magyarországi személyzet típusvizsgáinak megszerzése után, már a ŽSR 750-es sorozatú, "Búvár" becenevű mozdonyai húzták, vegyesen, szlovák, illetve magyar kocsikkal.
A helyi forgalomban a gőzfűtés megszüntetését követően az M40-es sorozat helyett, a M41-es sorozatú mozdonyai vettek részt Bhv kocsikkal, és a hozzájuk tartozó, M41-gyel vezérelhető, 100-as sorozatú BDt vezérlőkocsikkal.
A korábbi, 1980-as és 1990-es években, közvetlen Salgótarjánból Kál-Kápolnára illetve Mátranovákra közlekedő vonatokat Bzmot motorvonatokkal közlekedtették le. Bzmot motorvonat a vonalon utoljára 2016 nyarán közlekedett a Vámosgyörk–Újszász–Szolnok-vasútvonalon zajló vágányzár idején, 2, motor+pótkocsi összeállítású szerelvény járt az Uzsgyik helyett.
A helyi vonatok már fent említett (M41+Bhv+BDt) összeállítással a MÁV 6341 (később: 416) sorozat 2006-2007-es megjelenéséig közlekedtek. Az "Uzsgyi" becenévre hallgató motorvonatok meghibásodása esetén továbbra is előfordult mozdonyvontatású szerelvény, ezeket a hatvani telephelyen tartozó, bármilyen sorozatú mozdony továbbította. 2020. nyarán huzamosabb ideig a hatvani telephelyhez tartozó M40 (408) sorozatú mozdonyok továbbítottak hétköznapokon napi egy vagy kettő fordulót, a 416-os sorozatú motorvonatok hiánya okán, 1 db Bhv kocsival.
2020. november 2-án, üzemkezdettől, lecserélték a 416-os sorozatú motorvonatokat, és visszatértek a 418-as sorozatba tartozó "Csörgő" becenevű mozdonyok, melyek 2 kocsis szerelvényekkel közlekednek. Ezen szerelvények  Fecske-Bhv kocsikból állnak. 2021. január 4-től az M41-gyel vonatott vonatok mellett, újból előfordul menetrend szerint naponta, pár járaton Bzmot motorkocsi is. A motorkocsik balassagyarmati honállomásúak, az esetek döntő többségében 2 motorkocsiból, és egy közéjük kapcsolt pótkocsiból áll a szerelvények összeállítása.
A nemzetközi teherforgalom idején a miskolci illetve a hatvani M62-es sorozatú mozdonyok húzták a tranzit tehervonatokat, míg a vonali "tolatós" kiszolgálást M43 illetve M47 sorozatú mozdonyok végezték el. Manapság már csak a tolatós tehervonat közlekedik a salgótarjáni ócskavastelepre amit a hatvani M47 sorozatú mozdonyok húznak.

## A pálya

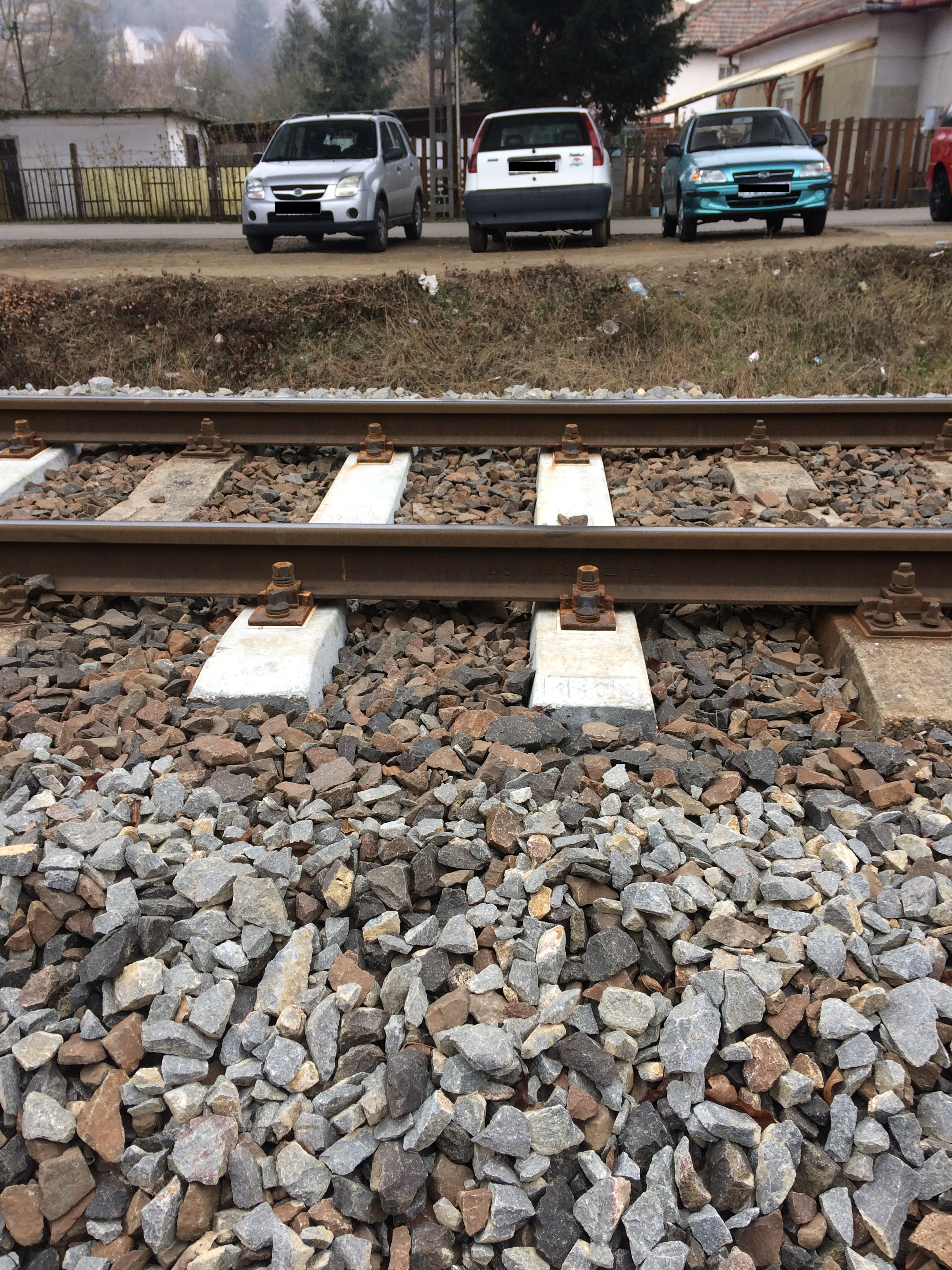
A pálya részlete. A vonal kb. 90%-án hasonló felépítménnyel találkozhatunk.

A vonalon 48,5 kg/fm sínrendszerű részben hézagnélküli, GEO rendszerű sínleerősítéses, részben betonaljas felépítmény van az átmenő fővágányokon. A Tar–Nagybátony szakaszon található a vonalon jelenlegi leghosszabb, összefüggő, faaljas pálya, ám ezen a szakaszon is elkezdődött a faaljak cseréje vasbetonaljra. Az állomások mellékvágányainak nagy részén korszerűtlenebb felépítmény található (kivéve: Somoskőújfalu, Salgótarján-Külső, Tar, Szurdokpüspöki, Selyp és Mátravidéki Erőmű állomások, ahol a fővágánnyal megegyező a mellékvágányok felépítménye) A közutak útátjárói nagy részét az elmúlt években az elhasználódott Bodán-rendszerűről Strail-rendszerűre építették át.
A vonal a Hatvan–Selyp szakasz kivételével egyvágányú, előbbi két állomás között, közel 11 kilométer hosszan kétvágányú. Nagyon hosszú ideig ez volt az ország egyetlen nem villamosított kétvágányú pályaszakasza, napjainkban a Szeged-Békéscsaba vasútvonal Szeged-Rókus-Hódmezővásárhelyi Népkert szakasza levette az egyetlenségről. A vonatok ezen a szakaszon mindkét irányba a jobb vágányt használják, a bal vágányt a tehervonatok mellett, menetrend szerint személyszállító vonatok közül, csak a Pásztó–Hatvan betétjárat használja. Más személyszállító vonat, csak rendkívüli alkalmakkor (pl. késés esetén, kereszt áthelyezésekor) használja a bal vágányt.

### Maximális sebesség
| Kezdőpont   | Végpont       | Hossz [km] | Sebesség [km/h]                  |
| ----------- | ------------- | ---------- | -------------------------------- |
| Hatvan      | Selyp         | 10,7       | Jobb vágány 100 Bal vágány 60/70 |
| Selyp       | Salgótarján   | 47,5       | 60/70                            |
| Salgótarján | Somoskőújfalu | 6,4        | 40                               |

## Biztosítóberendezések
Somoskőújfalu, Salgótarján-Külső, Selyp és Mátravidéki Erőmű állomásokon, és a Pásztói Áruraktár iparvágánykiágazás fedezésére Domino 55, a hatvani pályaudvaron Domino 70 típusú jelfogós biztosítóberendezés üzemel, központi állítású váltókkal és biztosított fényjelzőkkel. Kisterenye, Nagybátony, Pásztó és Apc-Zagyvaszántó vasútállomásokon Siemens–Halske biztosítóberendezés üzemel, központi (vonóvezetékes) állítású váltókkal és biztosított alakjelzőkkel. Zagyvapálfalva, állomáson, valamint Tar és Szurdokpüspöki forgalmi kitérőkben, illetve a jobbágyi iparvágány elágazásnál kulcsazonosítós berendezés működik, helyszíni állítású váltókkal és nem biztosított alakjelzőkkel.
Az útátjárók többségében fénysorompó, vagy fény- és félsorompó üzemel, azonban bizonyos állomások (Zagyvapálfalva, Kisterenye, Nagybátony, Tar, Pásztó, Szurdokpüspöki, Jobbágyi, Apc-Zagyvaszántó) közvetlen közelében található útátjárókban továbbra is csapórudas ("tekerős") sorompók üzemelnek.
A vonalon a Hatvan–Selyp szakasz térközbiztosított (ezen a szakaszon jelfeladás is van), így ott lehetséges a térközi közlekedés rend, míg a Selyp–Somoskőújfalu szakaszon állomástávolságú közlekedési rend van érvényben.

## Látványosságok a vonal mentén
- Kisterenyénél volt található egy 1911-ben épített körfűtőház amely visszaidézte a gőzösök korát. Az 1995-ben bezárt épületet 2008 decemberében elbontották sok más felvételi épülettel (Mátraszőlős-Hasznos megállóhely , Mátraverebély megállóhely és Vizslás megállóhely) együtt.[7]
- A somoskői és a salgói vár amelyeket a végállomásról leszállva és buszra átszállva könnyen elérhetünk.
- Pásztó állomásáról könnyen eljuthatunk a közeli Hollókő Ófalujába ami a világörökség részét képezi.
- Mátraszőlős-Hasznos megállóhelytől Pásztó felé elérhetjük a Hasznosi víztározót.
- A kisterenyei Gyürky–Solymossy-kastély (az állomás mellett).
- A salgótarjáni "főtéri" állomáson kiállított A21-052-es pályaszámú dízel és az "Ilonka" becenevű gőz szobormozdonyok

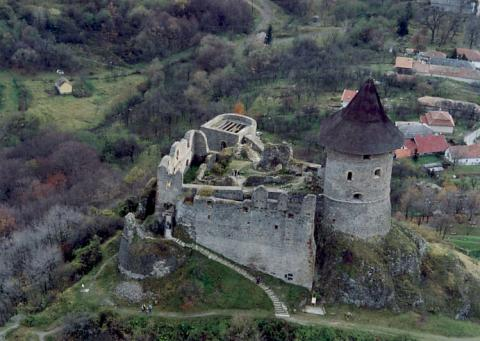
Somoskő vára
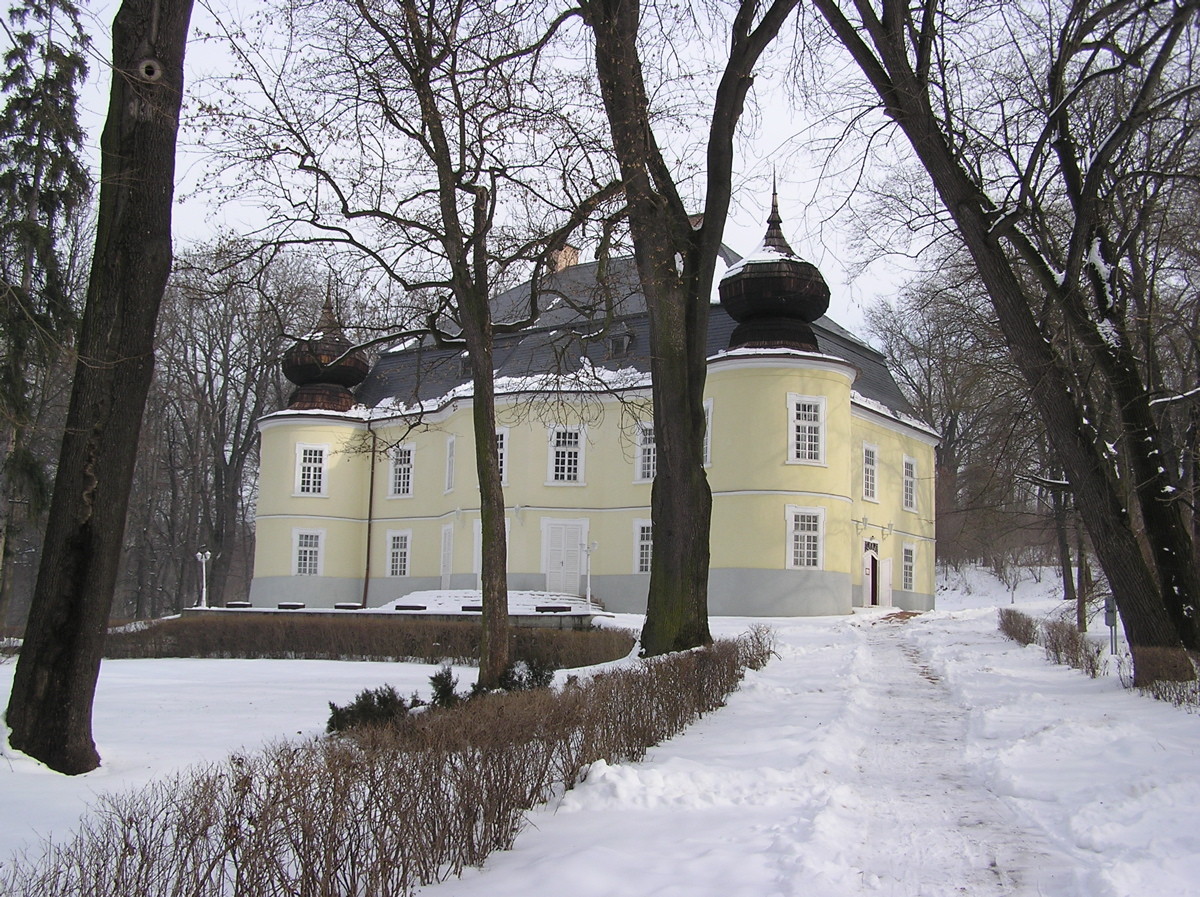
A Gyürky-Solymossy Kastély
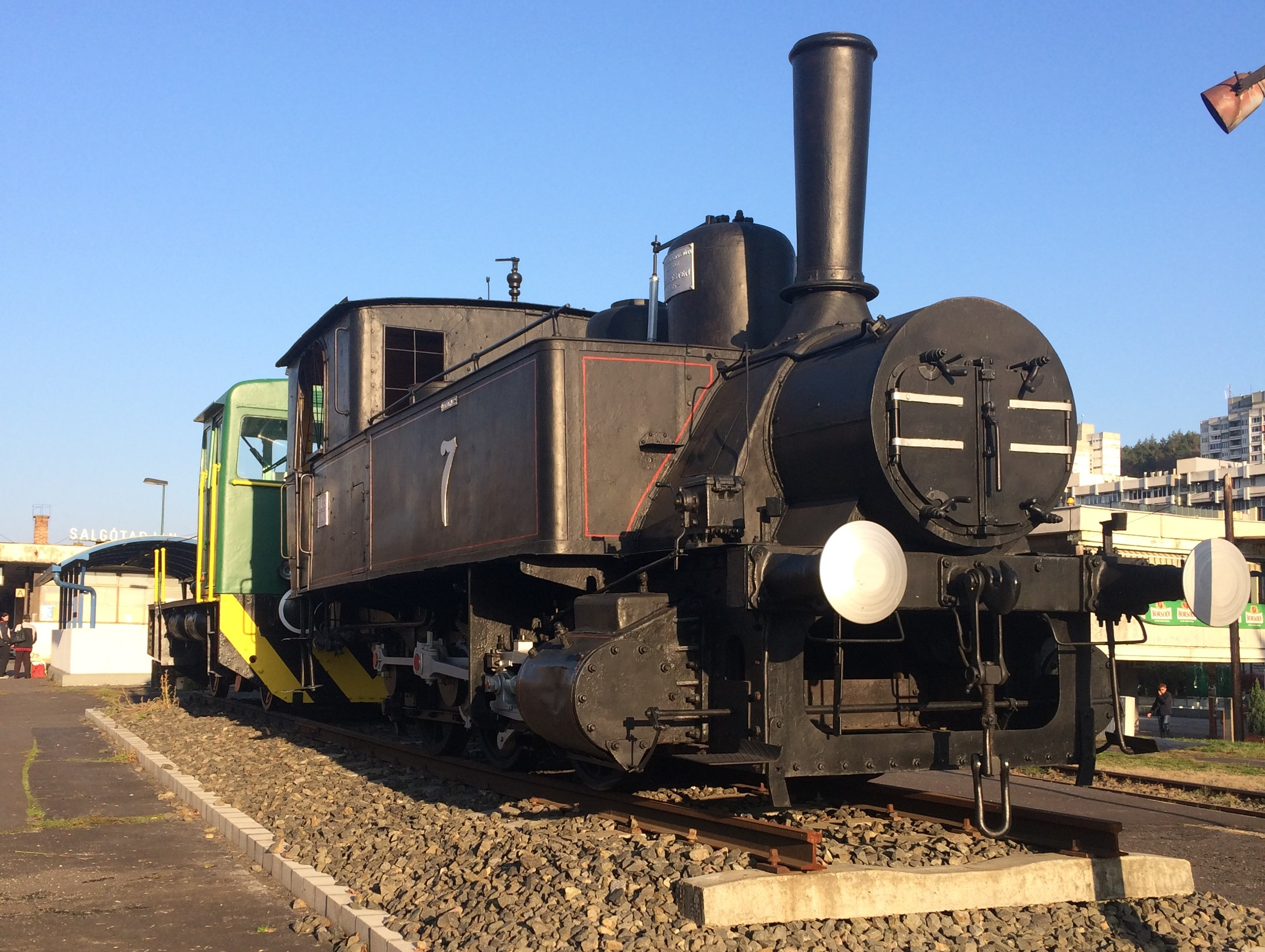
A salgótarjáni állomás két szobormozdonya

## Képek

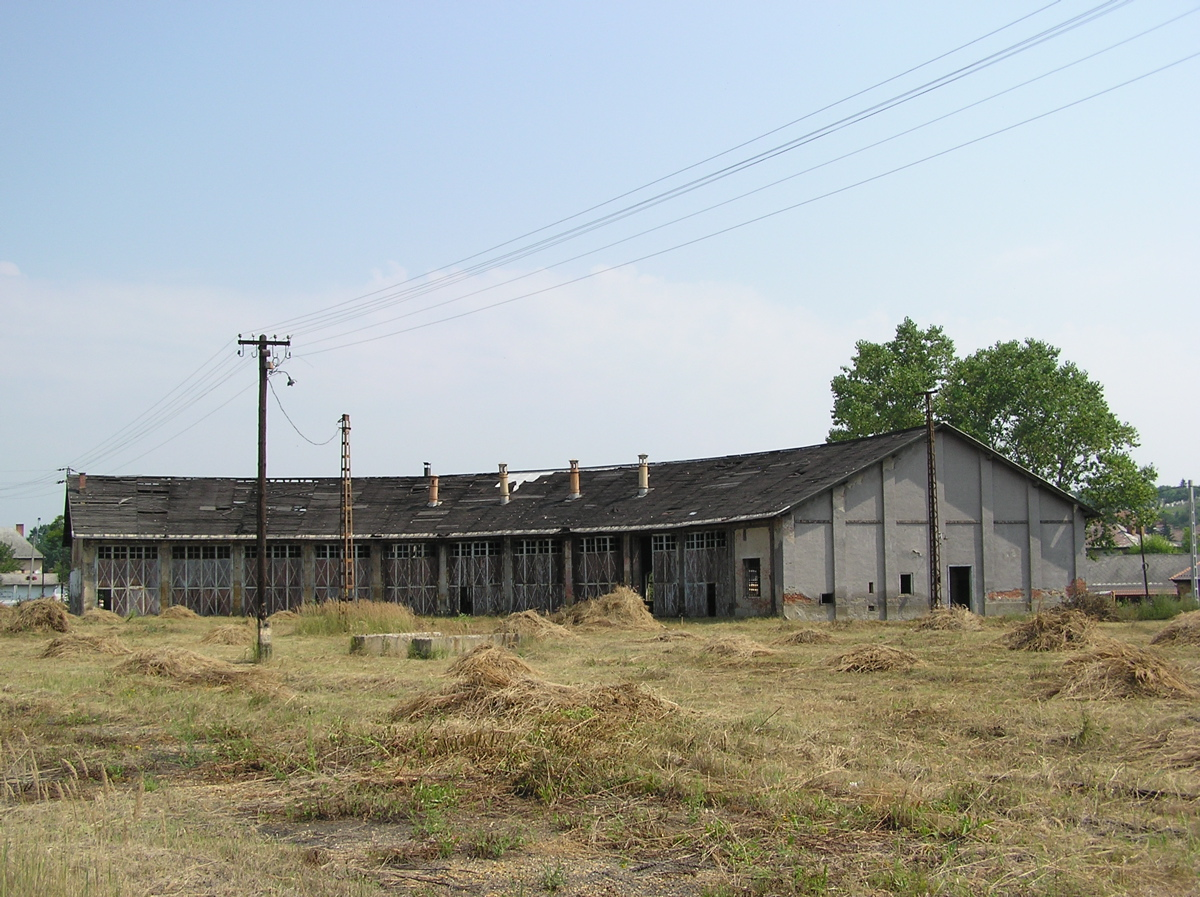
A kisterenyei körfűtőház még az elbontása előtt
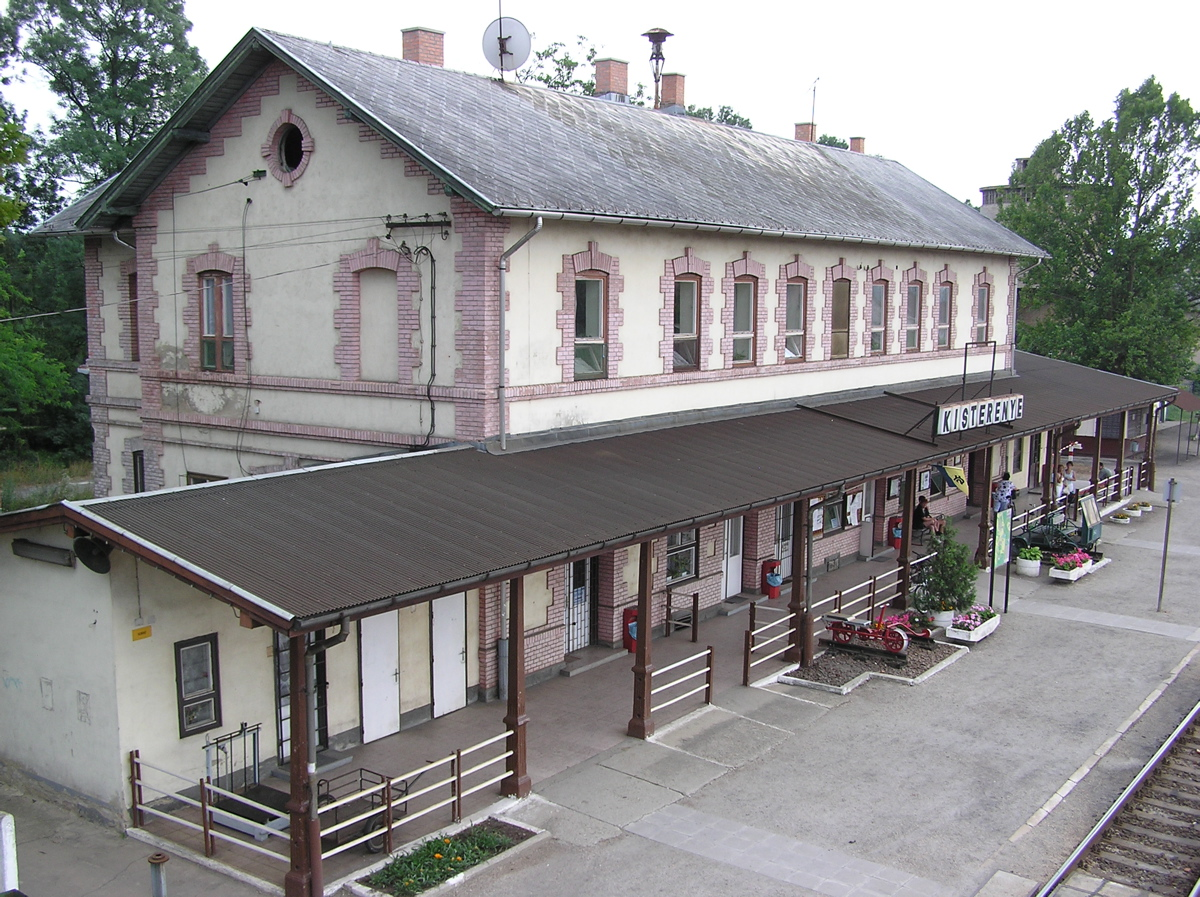
Kisterenye állomásépülete 2006-ban
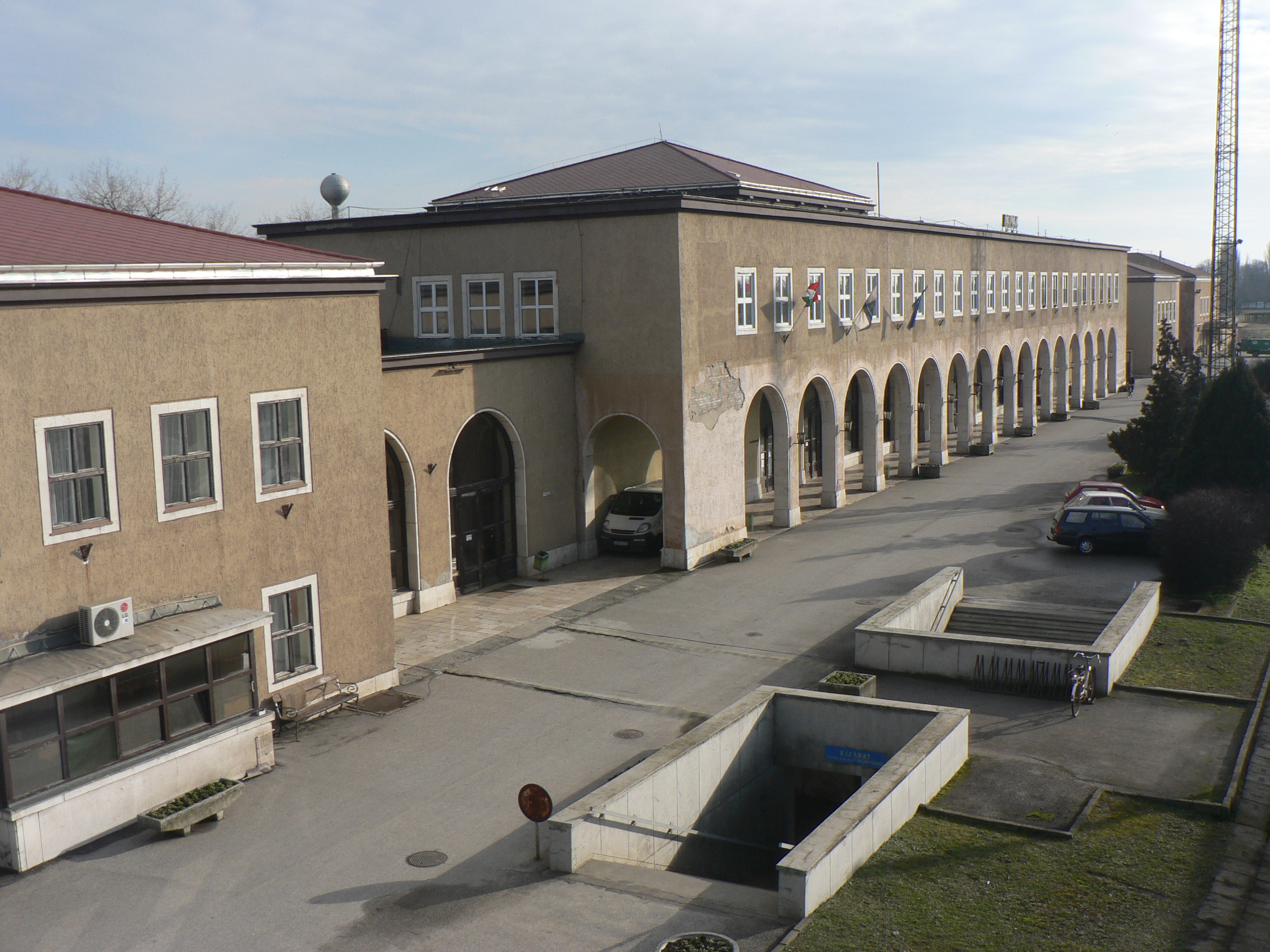
Hatvan állomása
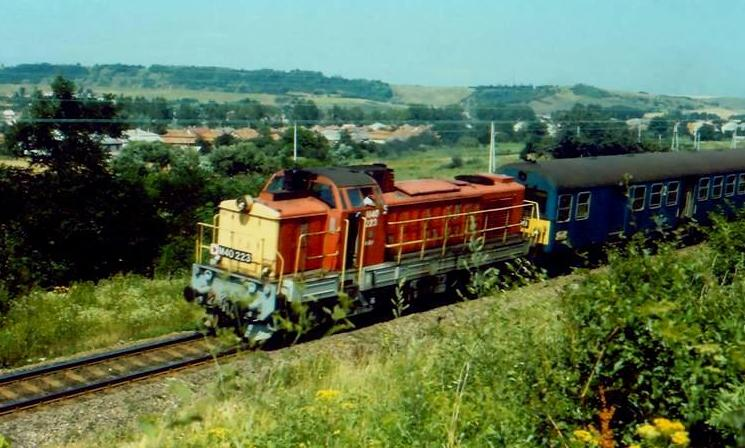
MÁV M40-es sorozatú dízelmozdony (Púpos) 1984-ben Pásztó és Mátraszőlős-Hasznos között
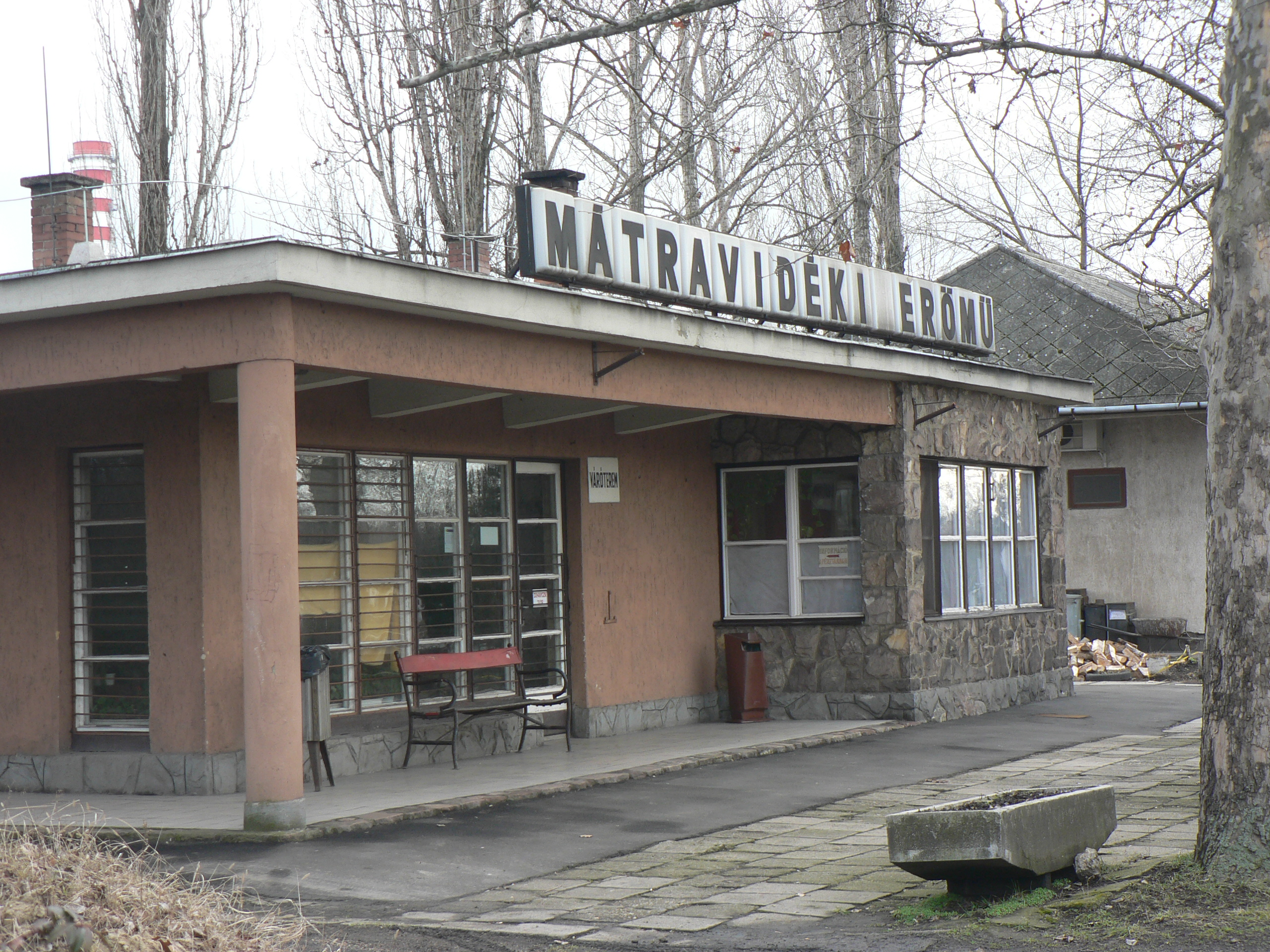
Mátravidéki Erőmű állomás
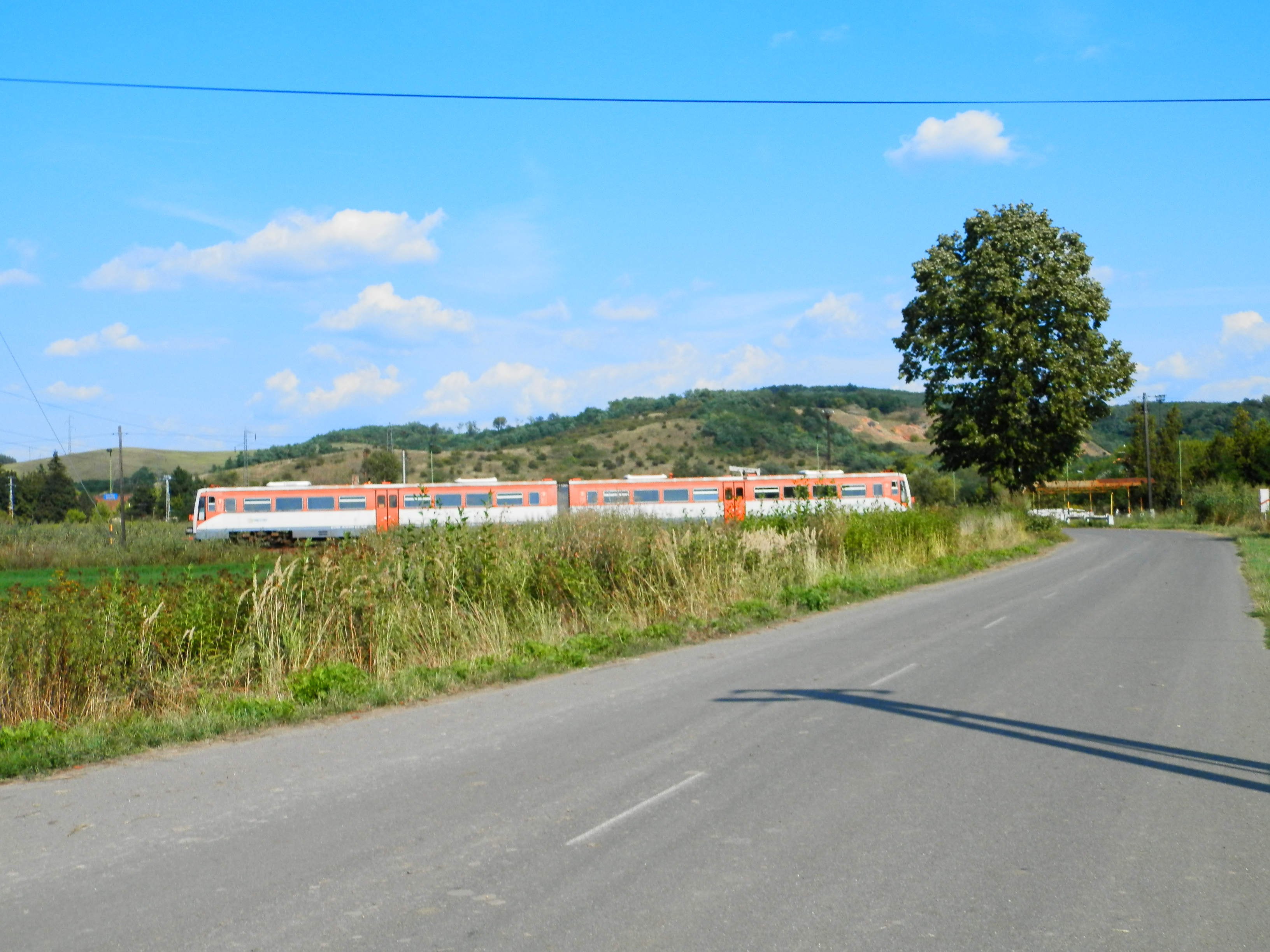
A MÁV 6341-es jelzésű motorvonata Kisterenye-Bányatelep megállóban
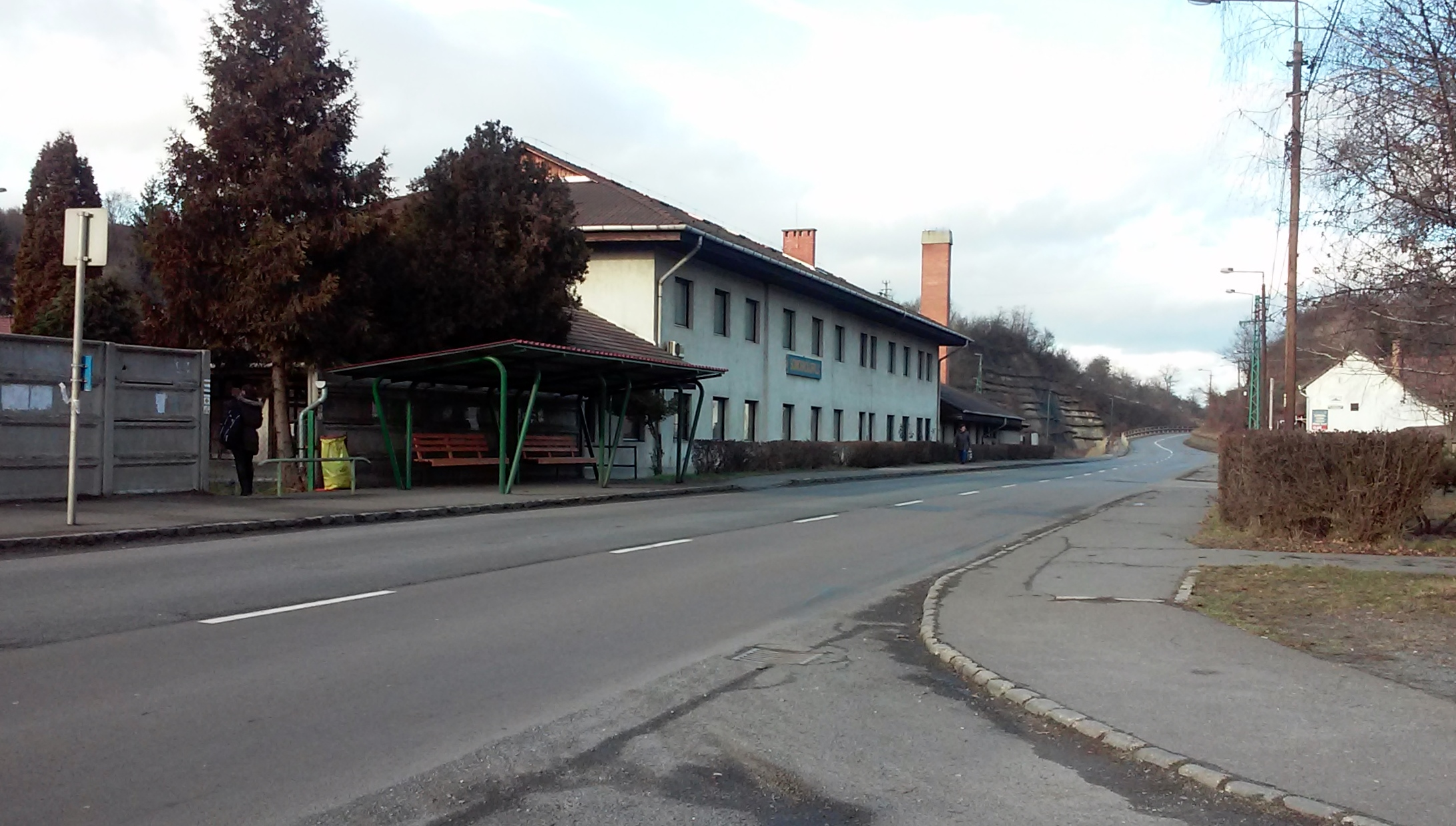
Somoskőújfalu vasútállomás felvételi épülete